# Бердинських Олександр Анатолійович
Бердинських Олександр Анатолійович (16 лютого 1971) — український журналіст, редактор. Станом на 2021 рік — головний редактор медіапорталу інформаційно-аналітичного центру GMK Center.

## Біографія
Народився 16 лютого 1971 року у Хабаровському краї Росії (Радянсько-Гаванський р-н, с. Датта) у родині військового. Закінчив філологічний факультет Сумського державного педагогічного університету, а також аспірантуру КНУ ім. Шевченка.

### Журналістська діяльність
Протягом 2002–2004 років працював випускаючим редактором та шеф-редактором інформаційного агентства «Українські новини».
У 2004-му брав участь у створенні першої в Україні ділової щоденної газети «Экономические известия». До 2006 року був заступником і першим заступником її головного редактора.
У 2006–2007 роках брав участь у запуску журналу «Деньги.UA» як заступник головного редактора. Наприкінці 2007-го повернувся в «Экономические известия». З наступного року став головним редактором видання (спершу виконуючим обов'язки), проте у 2010 році залишив проект через несумісність поглядів на перспективи видання із представниками власника.
Протягом 2010–2011 років працював редактором на «Першому діловому каналі» та телеканалі «Інтер». З березня 2011 року був головним редактором «МК Медіа».
В 2013-2015 роках — шеф-редактор газети «Капітал».
У 2015-2018 роках —  редактор журналу "Порти України".
З листопада 2018 року — головний редактор медіапорталу GMK Center.